# N'Ice Chouffe
N'Ice Chouffe is een Belgisch bier, gebrouwen door de Brouwerij van Achouffe (die in 2006 werd overgenomen door Brouwerij Duvel Moortgat).
Dit donker winterbier met een alcoholpercentage van 10% werd gelanceerd in 1993. Het is gekruid met tijm en curaçao. Op het etiket staan twee kromgebogen kabouters met hop en gerst op hun rug en zich verwarmend aan een vuur.
Inspiratie voor de naam van het bier werd gevonden in Québec, waar een bevriende brouwer de naam "Chouffe N'Ice" suggereerde. De naam kan verwijzen naar "nice Chouffe", maar ook naar "ice Chouffe", naar analogie met andere ijsbieren.
Het bier is verkrijgbaar in flessen van 33 en 75 cl en vaten van 20 liter.